# Edmund Nawrocki
Edmund Nawrocki (ur. 8 grudnia 1841 w Rudzie, zm. 17 stycznia 1906 we Lwowie) – urzędnik, polityk konserwatywny, poseł do austriackiej Rady Państwa.

## Życiorys
Urodził się w rodzinie urzędniczej, syn Karola aktuariusza powiatowego m.in. w Rohatynie i Jazłowcu. Ukończył gimnazjum w Stanisławowie (1860) i wydział prawa na uniw. we Lwowie (1865).
Po studiach podjął pracę w administracji państwowej w Galicji. Był najpierw praktykantem koncepcyjnym w Namiestnictwie Galicyjskim we Lwowie (1865–1866). Następnie adiunkt powiatowy w starostwie powiatowym w Rudkach (1867–1869), Namiestnictwie (1870) i Komisji Krajowej dla spraw odkupu i uporządkowania ciężarów gruntowych (1871). Potem był koncypientem w Namiestnictwie (1872–1873) i komisarzem w starostwie powiatowym w Przemyślanach (1873–1881). Jednocześnie pełnił funkcję zastępcy prezesa Powiatowej Komisji szacunkowej podatku gruntowego w Przemyślanach (1875–1881). Od 1881 komisarz i zastępca starosty (1881–1883) w starostwie powiatowym w Czortkowie (1881–1884). Jednocześnie prezes Powiatowej Komisji szacunkowej podatku gruntowego w Czortkowie (1881–1883) oraz prezes Okręgowej Rady Szkolnej (1882–1884). W latach 1884–1887 Sekretarz Namiestnictwa we Lwowie. Starosta i prezes Okręgowej Rady Szkolnej w Husiatynie (1887–1890), a potem starosta i prezes Okręgowej Rady Szkolnej w Dolinie (1891–1897). Następnie w randze starosty był przydzielony do Namiestnictwa (1898–1899). W 1899 przeszedł w stan spoczynku.
Politycznie związany z konserwatystami – podolakami. Poseł do austriackiej Rady Państwa IX kadencji (17 marca 1897 – 7 września 1900) i X kadencji (31 stycznia 1901 – 23 marca 1901), wybierany w kurii IV (gmin wiejskich) z okręgu wyborczego nr 16 (Kałusz-Wojniłów-Dolina-Bolechów-Rożniatów-Bóbrka-Chodorów). W X kadencji zrezygnował po wyborze ze względu na stan zdrowia, jego mandat objął po dodatkowych wyborach Ukrainiec – Julian Romanczuk. W parlamencie należał do frakcji posłów konserwatywnych (podolaków) w Kole Polskim w Wiedniu.